# Charef
Charef è un comune dell'Algeria, situato nella provincia di Djelfa.